# Дослідницька станція Чарльза Дарвіна
Дослідницька станція Чарльза Дарвіна (ісп. Estación Científica Charles Darwin, англ. Charles Darwin Research Station) — біологічна дослідницька станція, що керується Фондом Чарльза Дарвіна. Станція розташована в місті Пуерто-Айора на острові Санта-Крус (Галапагоські острови), із додадковими відділеннями на островах Ісабела і Сан-Кристобаль. Станція була заснована в 1959 році.
На станції еквадорські та іноземні вчені досліджують унікальні екосистеми архіпелагу, розробляють проекти, спрямовані на збереження флори й фауни островів. Разом з працівниками Національного парку Галапагос впроваджуються програми з підтримки тваринного світу островів, для збереження та рекреаційного використання їхніх природних ресурсів. Також на станції працює освітній центр.